# ドラゴスラヴ・イェヴリッチ
ドラゴスラヴ・イェヴリッチ（セルビア語: Драгослав Јеврић, Dragoslav Jevrić、1974年7月8日 - ）は、ユーゴスラビア（現：モンテネグロ）出身の元サッカー選手。ポジションはゴールキーパー。

## 経歴
1995年から1999年までレッドスター・ベオグラードに在籍し、合計70試合に出場した。1999年からはオランダ・フィテッセへ移籍を果たす。フィテッセには6年間在籍し、合計116試合の出場。2005年からは、トルコ・アンカラスポルへ移籍を果たす。2シーズン在籍し、50試合に出場。2007年からはイスラエルのマッカビ・テルアビブへ移籍を果たしている。
セルビア・モンテネグロ代表としては、正守護神として2006 FIFAワールドカップ・ヨーロッパ予選で活躍。予選10試合でわずか1失点に抑え、スペインを退けて、グループ1位で堂々の本選出場となった。しかし、2006 FIFAワールドカップ本選では、グループリーグ3試合で合計10失点と崩れ、グループリーグでの敗退となってしまった。
その後、セルビア代表が新たに発足した。イェヴリッチはモンテネグロ生まれながら、セルビア代表として初めての試合（チェコとの親善試合）に招集された。しかし、新監督のハビエル・クレメンテは正守護神としてヴラディミル・ストイコヴィッチを起用。これに失望したイェヴリッチは、代表からの引退を宣言した。

## 所属クラブ
- レッドスター・ベオグラード 1995-1999
- フィテッセ 1999-2005
- アンカラスポル 2005-2007
- マッカビ・テルアビブFC 2007-2009
- マッカビ・ペタク・チクヴァFC 2009-2010
- オモニア・ニコシア 2010-2012

## 代表歴

### 出場大会
- ユーゴスラビア代表
- セルビア・モンテネグロ代表
  - 2006 FIFAワールドカップ

### 試合数
- 国際Aマッチ 8試合 0得点（ユーゴスラビア代表、2002年）[1]
- 国際Aマッチ 35試合 0得点（セルビア・モンテネグロ代表、2002年-2006年）[1]

| ユーゴスラビア代表 | 国際Aマッチ | 国際Aマッチ |
| 年                 | 出場        | 得点        |
| ------------------ | ----------- | ----------- |
| 2002               | 8           | 0           |
| 通算               | 8           | 0           |

| セルビア・モンテネグロ代表 | 国際Aマッチ | 国際Aマッチ |
| 年                         | 出場        | 得点        |
| -------------------------- | ----------- | ----------- |
| 2002                       | 3           | 0           |
| 2003                       | 9           | 0           |
| 2004                       | 7           | 0           |
| 2005                       | 11          | 0           |
| 2006                       | 5           | 0           |
| 通算                       | 35          | 0           |